# Liste der denkmalgeschützten Objekte in Hostie (Slowakei)
Die Liste der denkmalgeschützten Objekte in Hostie enthält die 13 nach slowakischen Denkmalschutzvorschriften geschützten Objekte in der Gemeinde Hostie im Okres Zlaté Moravce.

## Denkmäler
| Foto |                 | Denkmal / č. ÚZPF                                      | Standort / Konskr. Nr.          | Offizielle Beschreibung        | Beschreibung           | Metadaten                                                                         |
| ---- | --------------- | ------------------------------------------------------ | ------------------------------- | ------------------------------ | ---------------------- | --------------------------------------------------------------------------------- |
| ja   | Datei hochladen | nördlicher Burgpalast 1(sk) ObjektID: 407-1539/1       | Standort KG: Hostie Konskr.Nr.: | hradné jadro;Hrušovský hrad    | Kernburg, Burg Hrušov  | č. NKP: 407-1539/1 Stand des NKP: 2012-02-08 Name: PALÁC HRADNÝ SEVEROVÝCHODNÝ I. |
| ja   | Datei hochladen | südwestlicher Burgpalast 2(sk) ObjektID: 407-1539/2    | Standort KG: Hostie Konskr.Nr.: | hradné jadro;                  | Kernburg               | č. NKP: 407-1539/2 Stand des NKP: 2012-02-08 Name: PALÁC HRADNÝ JUHOZÁPADNÝ II.   |
| ja   | Datei hochladen | östlicher Burghof 3(sk) ObjektID: 407-1539/3           | Standort KG: Hostie Konskr.Nr.: | hradné jadro;                  | Kernburg               | č. NKP: 407-1539/3 Stand des NKP: 2012-02-08 Name: PALÁC HRADNÝ VÝCHODNÝ III.     |
|      | Datei hochladen | Burghof 1(sk) ObjektID: 407-1539/4                     | KG: Hostie Konskr.Nr.:          | hradné jadro;horné nádvorie    | Kernburg, oberer Hof   | č. NKP: 407-1539/4 Stand des NKP: 2012-02-08 Name: NÁDVORIE HRADNÉ I.             |
|      | Datei hochladen | Burgmauer 1(sk) ObjektID: 407-1539/5                   | KG: Hostie Konskr.Nr.:          | PREDHRADIE l.;                 | 1. Wehr                | č. NKP: 407-1539/5 Stand des NKP: 2012-02-08 Name: MÚR HRADBOVÝ I.                |
|      | Datei hochladen | südliche Kanonenbastion 1(sk) ObjektID: 407-1539/6     | KG: Hostie Konskr.Nr.:          | PREDHRADIE l.;                 | 1. Wehr                | č. NKP: 407-1539/6 Stand des NKP: 2012-02-08 Name: BAŠTA DELOVÁ JUŽNÁ I.          |
|      | Datei hochladen | südöstlicher Burgpalast 4(sk) ObjektID: 407-1539/7     | KG: Hostie Konskr.Nr.:          | PREDHRADIE l.;                 | 1. Wehr                | č. NKP: 407-1539/7 Stand des NKP: 2012-02-08 Name: PALÁC HRADNÝ JUHOVÝCHODNÝ IV.  |
|      | Datei hochladen | südwestliche Kanonenbastion 2(sk) ObjektID: 407-1539/8 | KG: Hostie Konskr.Nr.:          | PREDHRADIE l.;                 | 1. Wehr                | č. NKP: 407-1539/8 Stand des NKP: 2012-02-08 Name: BAŠTA DELOVÁ JUHOZÁPADNÁ II.   |
|      | Datei hochladen | Wohngebäude(sk) ObjektID: 407-1539/9                   | KG: Hostie Konskr.Nr.:          | PREDHRADIE l.;                 | 1. Wehr                | č. NKP: 407-1539/9 Stand des NKP: 2012-02-08 Name: BUDOVA OBYTNÁ                  |
|      | Datei hochladen | Burghof 2(sk) ObjektID: 407-1539/10                    | KG: Hostie Konskr.Nr.:          | PREDHRADIE l.;stredné nádvorie | 1. Wehr, mittlerer Hof | č. NKP: 407-1539/10 Stand des NKP: 2012-02-08 Name: NÁDVORIE HRADNÉ II.           |
|      | Datei hochladen | Burgmauer 2(sk) ObjektID: 407-1539/11                  | KG: Hostie Konskr.Nr.:          | PREDHRADIE II.;                | 2. Wehr                | č. NKP: 407-1539/11 Stand des NKP: 2012-02-08 Name: MÚR HRADBOVÝ II.              |
|      | Datei hochladen | Burghof 3(sk) ObjektID: 407-1539/12                    | KG: Hostie Konskr.Nr.:          | PREDHRADIE II.;dolné nádvorie  | 2. Wehr, unterer Hof   | č. NKP: 407-1539/12 Stand des NKP: 2012-02-08 Name: NÁDVORIE HRADNÉ III.          |
|      | Datei hochladen | Befestigung Vorposten(sk) ObjektID: 407-1539/13        | KG: Hostie Konskr.Nr.:          | predpolie južné;               | südliche Freifläche    | č. NKP: 407-1539/13 Stand des NKP: 2012-02-08 Name: OPEVNENIE PREDSUNUTÉ          |

## Legende
Die Tabelle enthält im Einzelnen folgende Informationen:
| Foto:                    | Fotografie des Denkmals. |
| Denkmal / č. ÚZPF:       | Die Übersetzung der Bezeichnung des Denkmals, wie sie vom Slowakischen Denkmalamt (Pamiatkový úrad Slovenskej republiky) verwendet wird. Die Originalbezeichnung ist unter dem Fragezeichen angegeben. Fehlt die Übersetzung, so wird die Originalbezeichnung direkt angezeigt. Weiters ist die Objekt-Identifikationsnummer (Objekt ID) angeführt. Sie ist die offizielle, in der Slowakei eindeutige Nummer č. ÚZPF inklusive der zugehörigen Zählnummer, wie sie in den Daten des Denkmalamtes angegeben wird. Da diese nur innerhalb eines Landkreises gezählt wird, ist dessen Nummer der Denkmalnummer vorangestellt. |
| Standort:                | Wenn in der Liste vorhanden, ist die Adresse angegeben. In Klammern kann sich noch eine zusätzliche Adresse befinden, wenn es beispielsweise ein Eckhaus ist. Bei freistehenden Objekten ohne Adresse (zum Beispiel bei Bildstöcken) ist eine Adresse angegeben, die in der Nähe des Objekts liegt. Durch Aufruf des Links Standort wird die Lage des Denkmals in verschiedenen Kartenprojekten angezeigt. Darunter sind die Katastralgemeinde (KG) und, wenn vorhanden, die Konskriptionsnummer (Konskr. Nr.) angegeben.                                                                                                   |
| Offizielle Beschreibung: | Es ist die Kurzbeschreibung auf Slowakisch, wie sie in den offiziellen Listen angegeben ist, eingetragen. |
| Beschreibung:            | Kurze Angaben zum Denkmal auf Deutsch. |
| Metadaten:               | Zusätzlich werden, wenn in den persönlichen Einstellungen das Helferlein Dauerhaftes Einblenden von Metadaten aktiviert ist, ebensolche angezeigt. |

- Karte mit allen Koordinaten:
- OSM |
- WikiMap